# Perodua
Perodua (właśc. Perusahaan Otomobil Kedua Sdn Bhd, a od 2001: Perodua Manufacturing Sdn Bhd) – malezyjski producent samochodów.

## Historia firmy
To (początkowo małe) przedsiębiorstwo powstało w 1992 roku poprzez wsparcie inwestora głównego Daihatsu, które ma w Perodua 25% udziałów i partnerów malezyjskich, którzy mają 75% udziałów. Pierwszy model został wylansowany w 1994 roku i nazwał się Kancil. W Europie można je kupić tylko w Wielkiej Brytanii i Irlandii.

## Modele
Produkowane
- Perodua Kancil
- Perodua Viva
- Peroduwa MyVi
- Perodua Kenari
- Perodua Rusa
- Perodua Nautica

Wycofane z produkcji
- Perodua Kelisa
- Perodua Kembara

## Galeria modeli

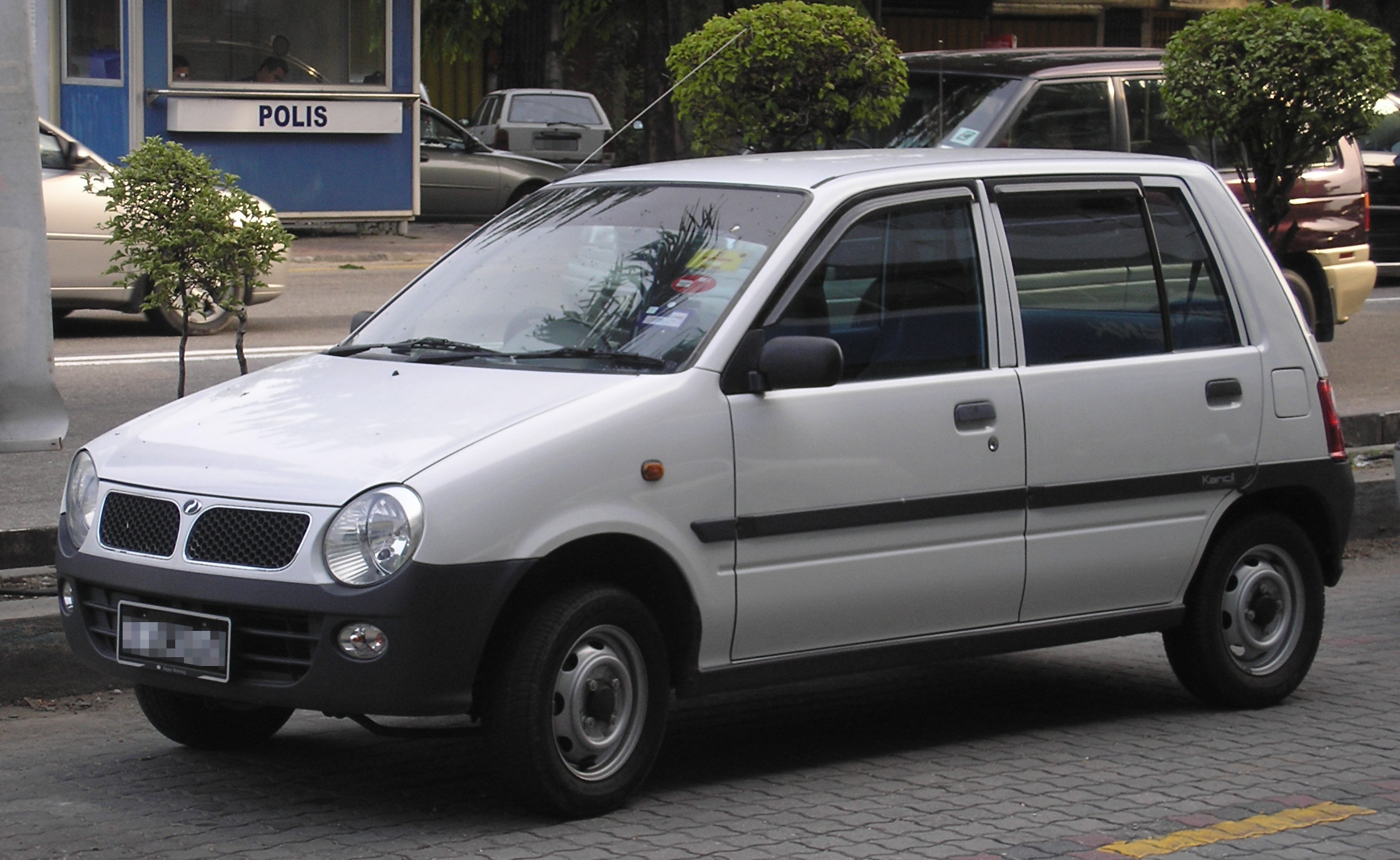
Perodua Kancil
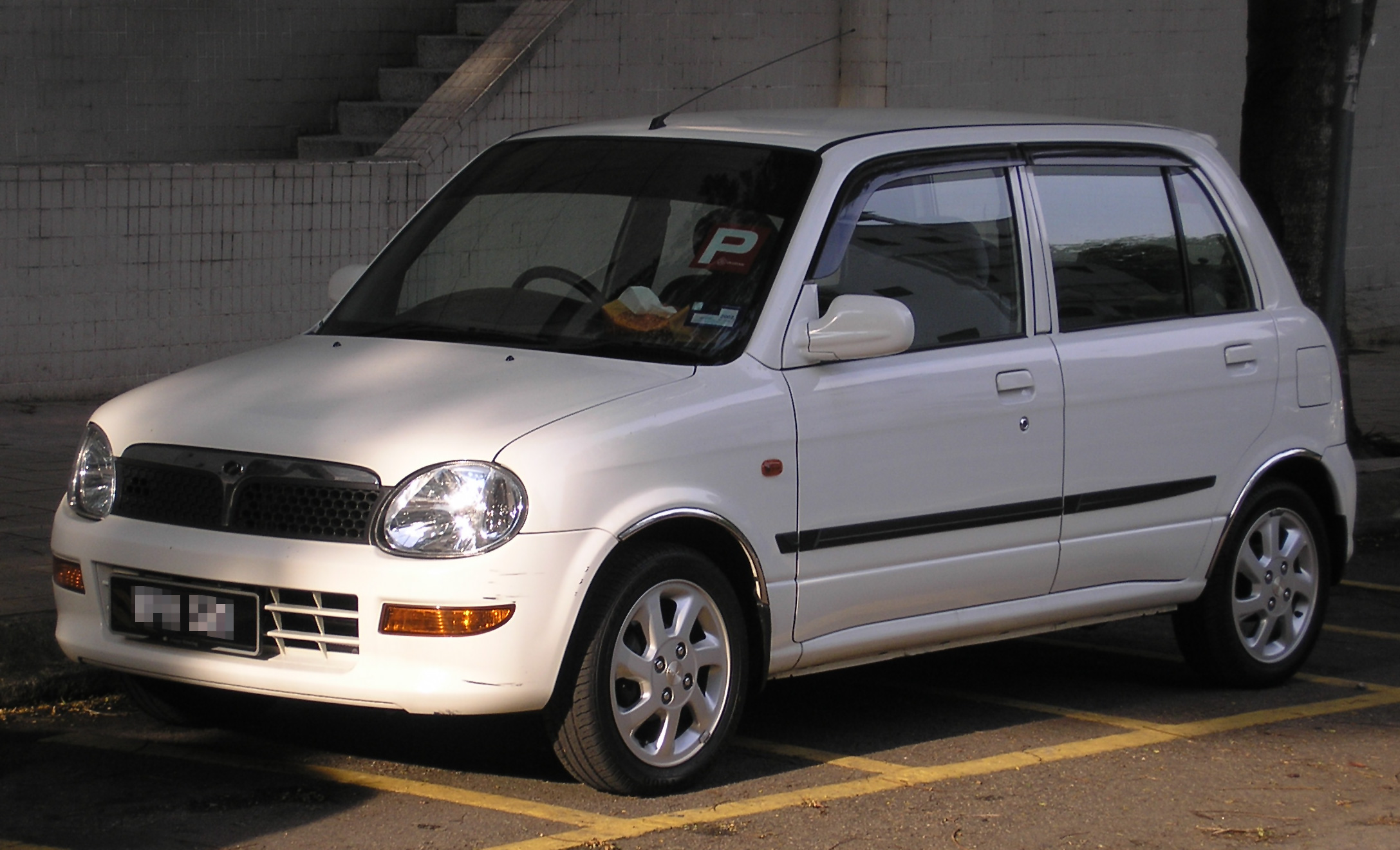
Perodua Kelisa
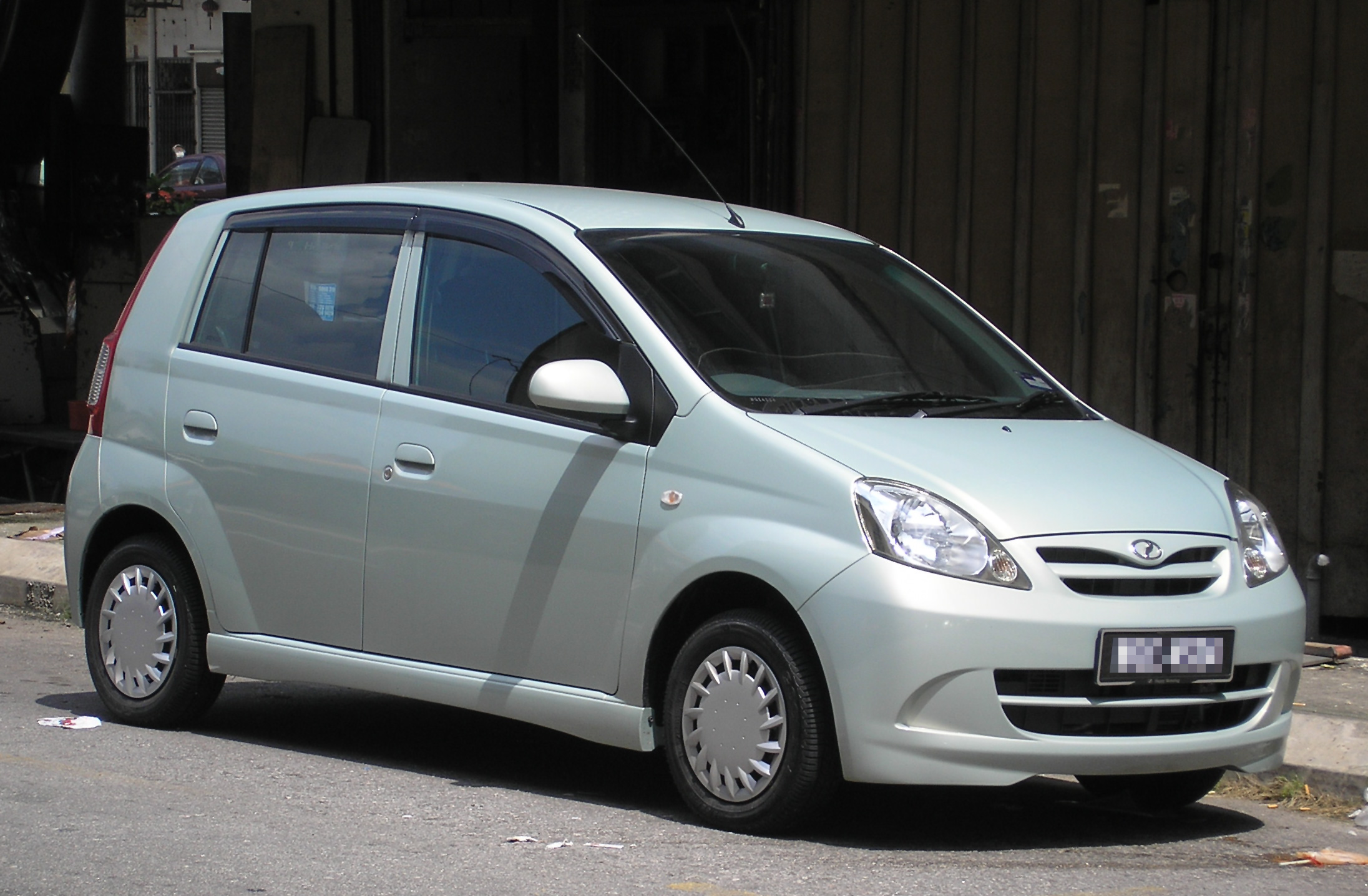
Perodua Viva
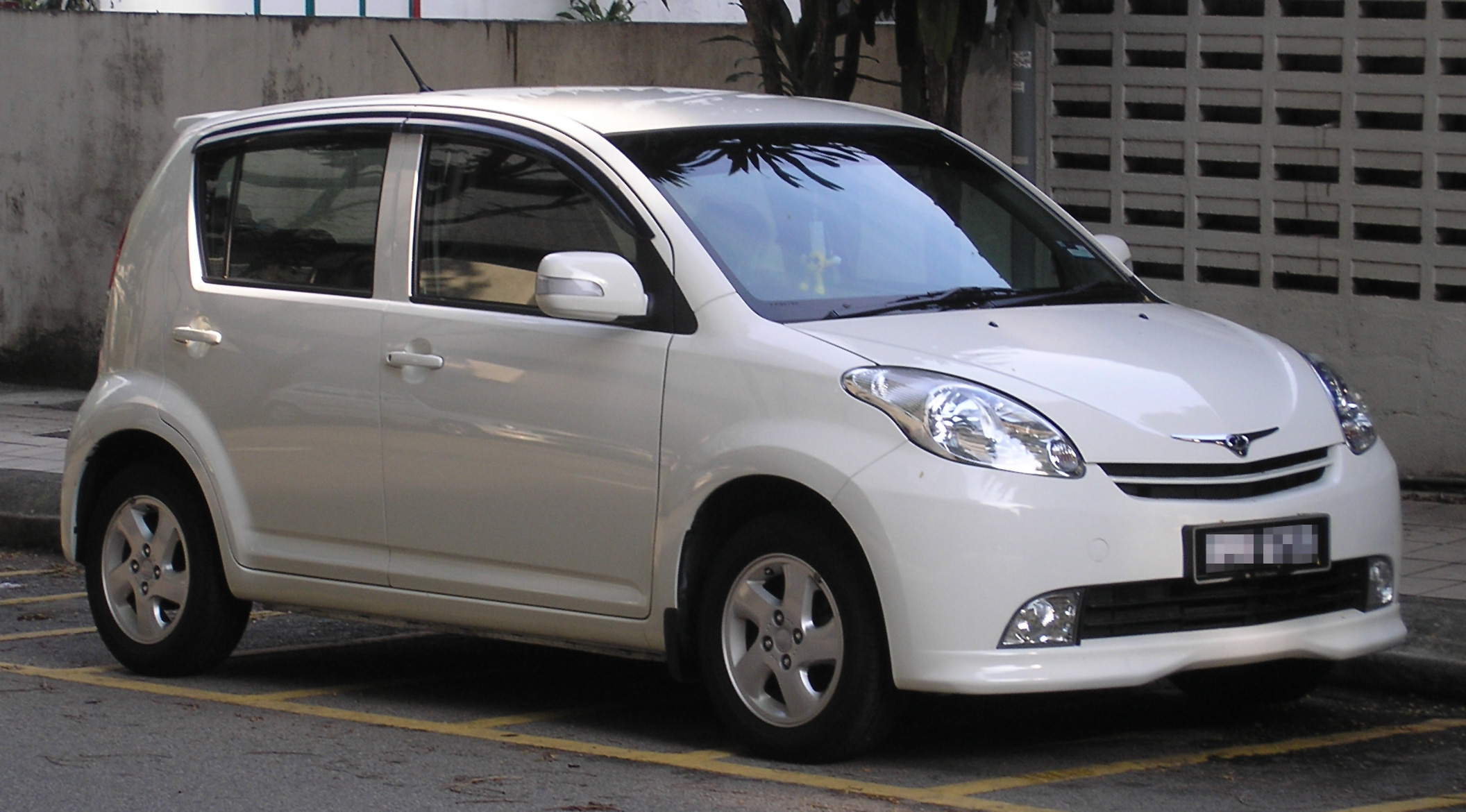
Perodua MyVi
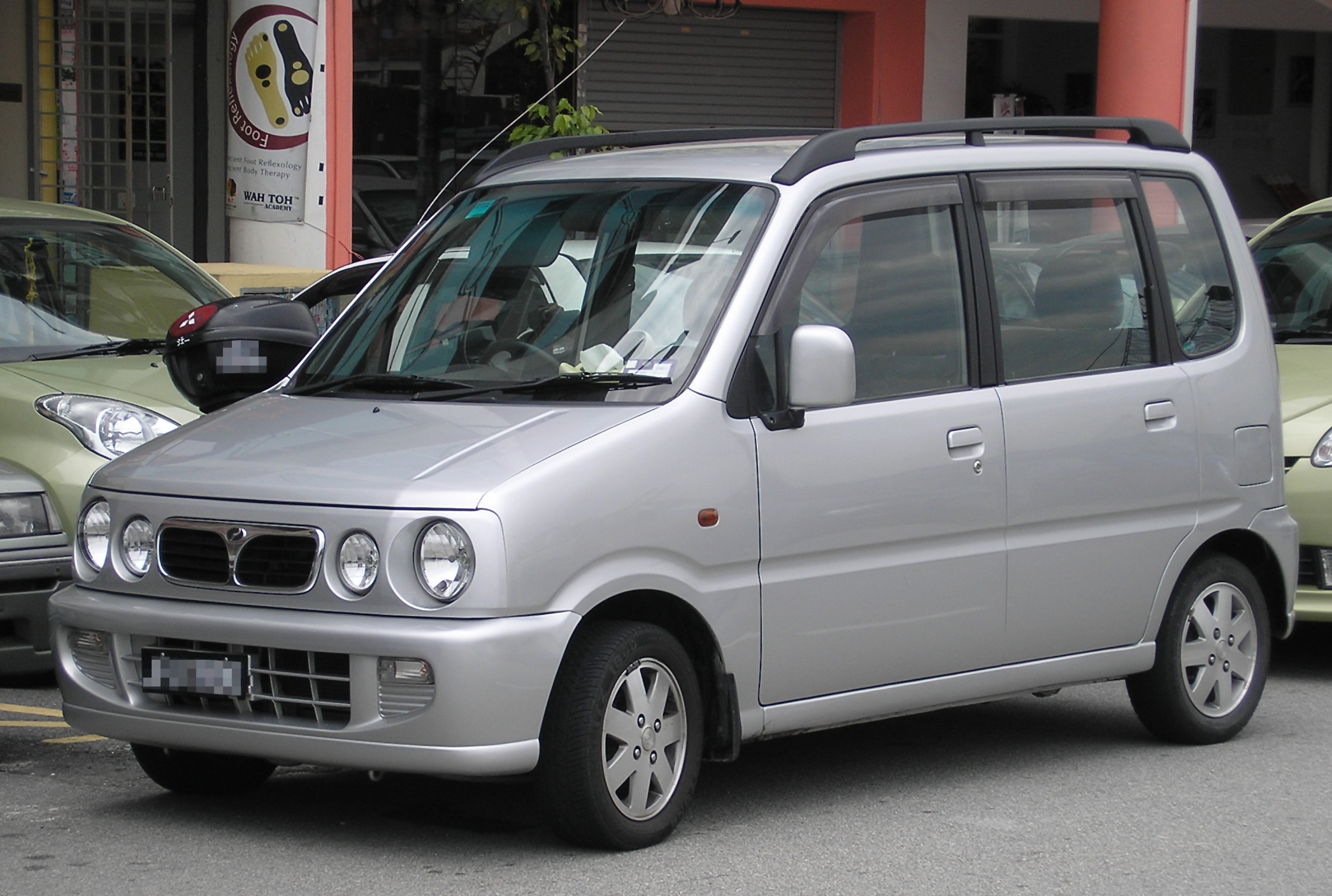
Perodua Kenari
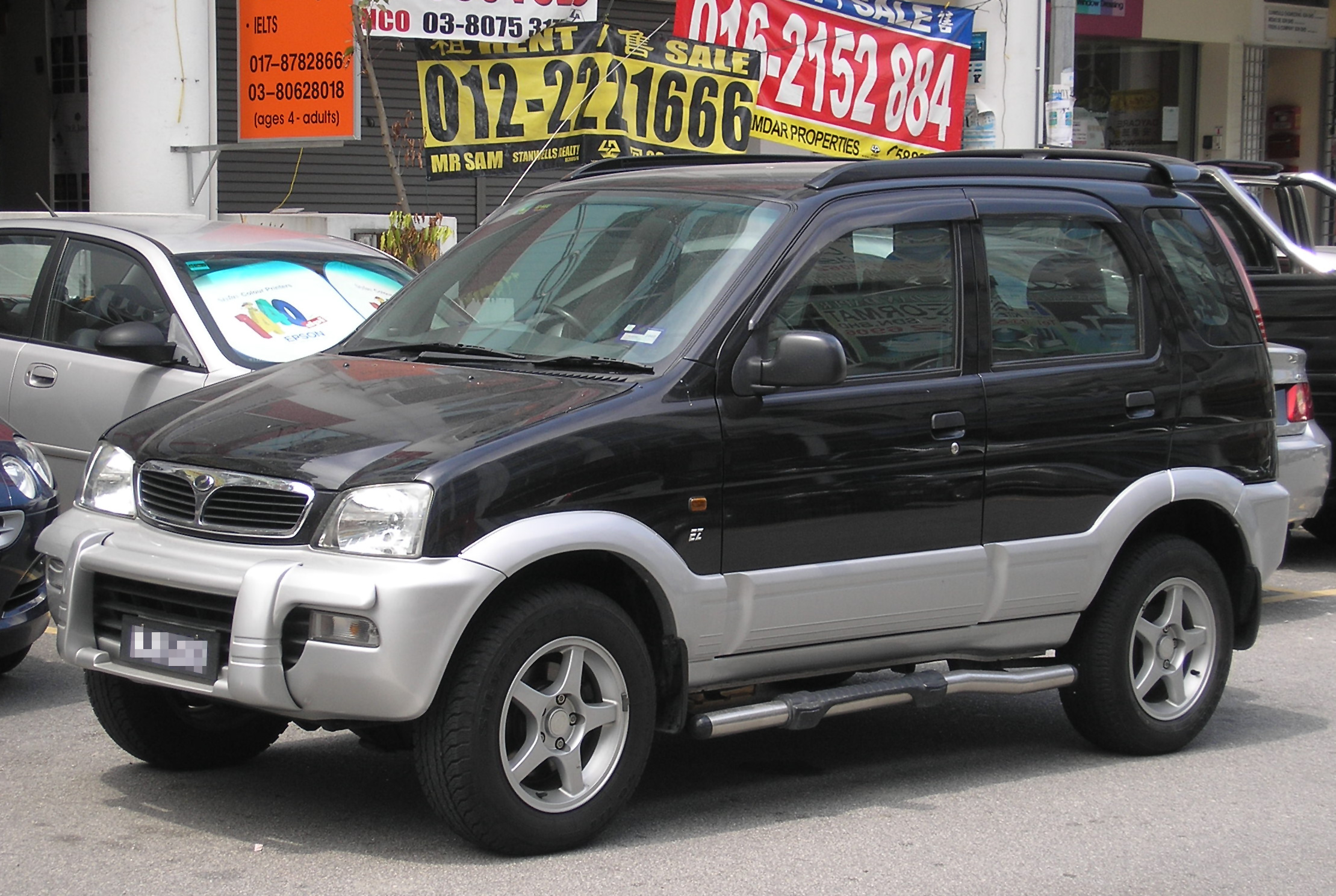
Perodua Kembara
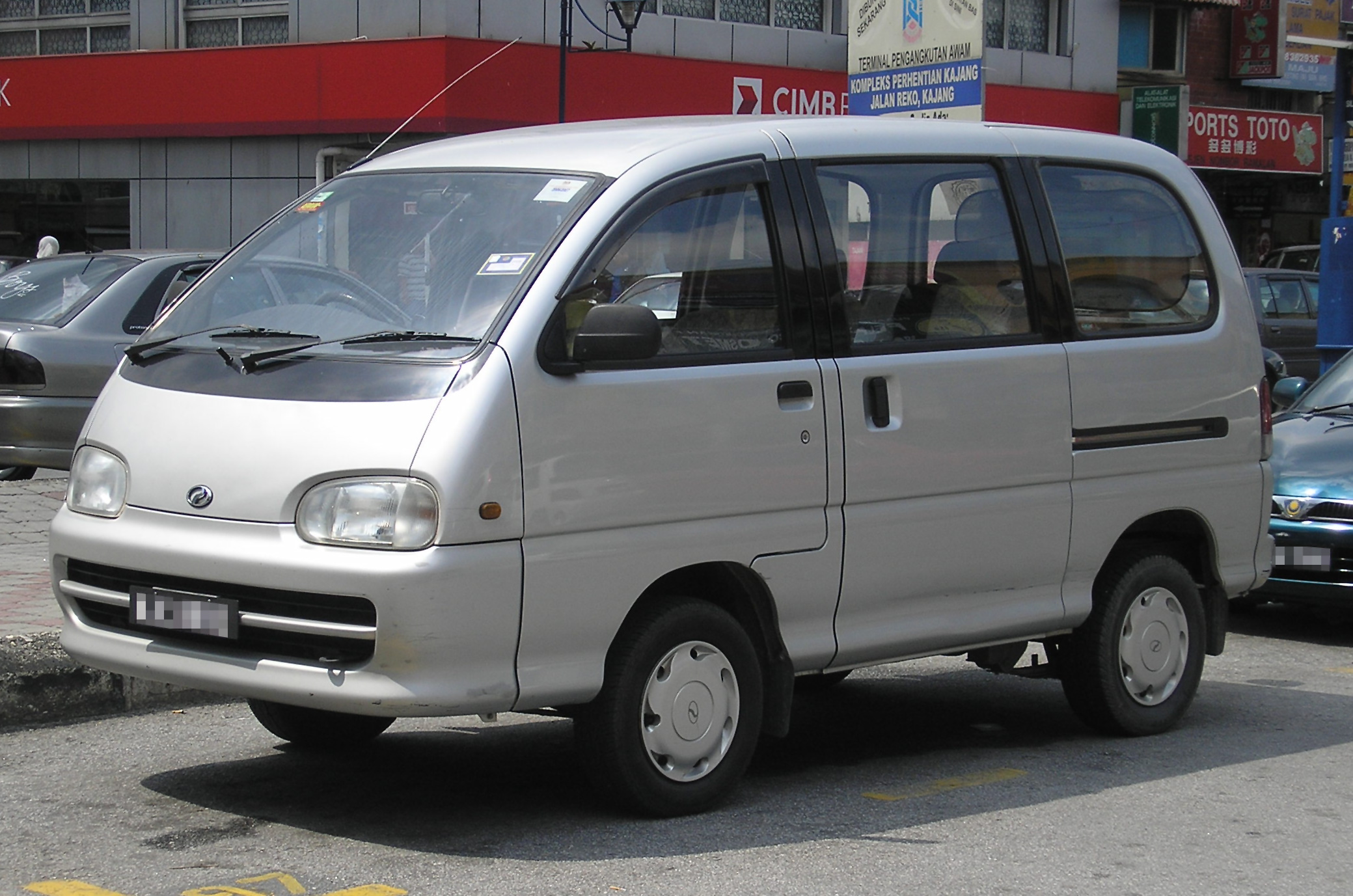
Perodua Rusa